# 광무제의 남방 평정
광무제의 남방 평정에서는 서기 26년부터 30년까지 진행된 광무제의 형주자사부와 교지자사부 일대의 전역을 다룬다. 후한은 이 전역을 통해 형주자사부와 교지자사부 전역을 통제하게 되었고, 이 일대의 독립 세력들을 분쇄했으며 자사와 태수들을 귀순시켰다.

## 배경
현한은 남양을 기반으로 하는 유씨 세력이 거느린 용릉병을 흡수하여 세워졌으며, 첫 임시 수도도 남양군의 치소인 완(宛, 현 허난성 난양시)에 두었다. 신나라를 무너뜨린 이후, 현한은 무려 여섯 명의 제후왕을 남양 지역에 분봉하며 통치를 강화하려 하였다. 그러나 현한의 남양 지배는 급속히 붕괴되었다. 이 여섯 제후왕 중 실질적으로 남양에 머물렀던 인물은 관동을 안정시키는 임무를 맡았던 완왕 유사(劉賜)뿐이었다. 나머지 제후들은 후한 또는 적미와의 내전 과정에서 사망하거나, 배신하거나, 다른 지역에서 활동하다 사라졌다. 살아남은 이는 유사와 서평왕 이통(李通)뿐이었으며, 이통조차 후한이 건국되자 제후의 지위를 버리고 조정으로 들어가 후한 정권의 중심 관료가 되었다. 유사 역시 경시정권이 붕괴되자 자신이 통솔하던 육부병의 장악력을 잃고, 완에서 물러나 남양 북부의 육양(현 난양시 남)에 머무는 데 그쳤다. 26년(건무 2년)에는 자향현(堵鄕, 현 난양시 팡청현) 출신의 동흔(董訢)이 반란을 일으켜 남양태수의 치소 완을 장악하고 태수 유린을 억류해, 남양은 실질적으로 행정·군사적 통제력을 상실한 상태에 빠졌다.
이러한 사정으로 인해 현한의 통제가 사라진 남양에는 동흔 외에도 복양현(현 난양시 퉁바이현) 행(杏)취에 근거를 둔 허함(許邯) 등의 군벌과 경시제의 옛 장군들이 할거했고, 남양과 가까운 언(현 허난성 뤄허시 옌청구) 지역에는 현한의 제후왕인 윤준이 남아 있었다. 남군에서는 기현 여구향의 여구성을 서울로 삼고 12현을 장악한 초려왕(楚黎王) 진풍, 이릉(현 후베이성 이창시)의 주성왕(周成王) 전융 등이 독립 군벌로 존재했으며, 강하, 장사, 계양, 무릉, 영릉에서도 각 군의 태수들이 각자 활동하고 있었다. 이 중 계양태수 장륭은 예장군에서 독립 세력이 된 현한의 여음왕 유신을 격파하여 그 세력을 소멸시키기도 했다.
광무제는 이러한 형세를 보고, "언이 가장 강하고, 그 다음은 완이다"라고 말하며 언왕 윤준을 우선 타격 목표로 삼았다. 25년(건무 2년) 봄 음력 3월, 집금오 가복·기도위 음식·표기장군 유식이 파견되어 1달여 간의 전투 끝에 윤준을 항복시켰고, 남방 정벌은 순조롭게 출발하는 듯했다. 만수와 함께 남양으로 출진한 견담도 완성을 함락해 동흔을 자향으로 도주하게 했다. 그러나 오한이 원정 도중 신야를 약탈하며 사건이 터진다. 이곳은 황제를 포함한 남양 출신 종실들과 공신들의 고향이었기에 여론은 극히 악화되었고, 광무제의 매형 등신의 조카 파로장군 등봉이 같은 해 음력 6월 반란을 일으켜 오한을 쫓아냈다. 등봉은 기존 군벌인 동흔을 포섭하여 후한에 맞서는 저항 진영의 중심이 되었다.

## 등봉의 난
등봉은 자신의 고향인 신야가 아닌, 마지막까지 유사가 장악하고 있던 육양을 중심으로 반란을 일으켰다. 이는 사라진 현한의 권위를 복원하겠다는 상징적 선택으로 해석될 수도 있다. 등봉은 동흔과의 연합을 통해 완현을 위협했고, 후한군에 격렬히 저항했다. 그가 장악한 지역은 육양현은 물론, 등씨의 본거지인 신야현과 그 남쪽의 수현(현 후베이성 쑤이저우시)까지 포함된 것으로 보이며, 반란의 규모는 결코 작지 않았다. 만수는 마침 병으로 죽고, 견담은 완성에서 고립되어 구원은커녕 양식조차 차단되어 북으로는 동흔, 남으로는 등봉의 압박을 받는 형세가 되었다.
광무제는 본인은 적미 문제에 집중하고 있는 한편, 오한을 경질하고, 같은 해 11월 잠팽을 정남대장군으로 삼아 8명의 장군을 지휘하게 하여 남방 평정의 사령관으로 임명하였다. 그러나 등봉은 1만여 명의 병력으로 동흔을 구원해 강하게 저항했고, 등봉과 동흔의 정예병을 상대로 주호는 생포되고 가복은 중상을 입는 등 후한군은 고전했다. 그럼에도 고립된 견담은 완성에서 격렬히 항전해 성을 지켜냈다.
26년(건무 3년) 음력 3월, 드디어 적미를 소멸시킨 광무제가 친정에 나서 섭현(현 허난성 예현)에 이르자 동흔은 별장을 보내 길을 끊었으나, 잠팽이 이를 격파했다. 광무제가 자향까지 내려오자 등봉은 밤을 틈타 육양으로 도주했고, 동흔은 항복했다. 등봉은 끝까지 저항했으나, 결국 음력 4월 소장안에서 광무제가 직접 지휘하는 후한 군에 패하고 항복했다. 이때 등봉은 육단하고 포로로 잡았던 주호의 인도를 받았다. 광무제는 등봉 역시 공신이고 오한의 약탈 때문에 일어난 반란이라 정상을 참작해 주려고도 했으나, 잠팽 등의 간곡한 상소로 뜻을 굽혀 등봉은 처형되었다. 등봉 사후에도 신야현과 수현은 주호를 통한 별도의 정벌이 필요했을 정도로, 이 반란의 영향력은 컸다.

## 진풍ㆍ전융ㆍ연잠과의 전쟁
잠팽은 부준ㆍ장궁ㆍ유굉 등과 함께 3만여 명의 군대를 거느리고 초려왕 진풍과의 전투에 나섰다. 처음에는 주호가 황우를 점령했지만, 진풍의 장수 채굉이 등(현 후베이성 샹양시 샹저우구)에서 저항하여 쉽게 진군하지 못했다. 같은 해 음력 7월, 잠팽은 광무제의 질책을 받고 산도를 공격하는 척하며 면수를 건너 장양을 아두산에서 기습해 대승을 거두었고, 여구를 기습해 진풍을 격파하고 채굉을 참수했다. 진풍의 승상 조경(趙京)은 의성(현 이청시)을 들어 후한에 투항했고, 잠팽은 여구 포위에 들어갔다.
진풍이 패했다는 소식을 들은 전융은 군을 이끌고 여구로 가 잠팽에게 투항하려 했으나, 아내의 오빠 신신이 먼저 투항하면서 변절을 의심해 다시 진풍과 연합하여 저항했다. 잠팽은 수개월에 걸쳐 전융과 교전한 끝에 전융을 무찌르고 이릉으로 도주하게 했다. 27년(건무 4년) 11월, 광무제가 완에 이르렀고, 진풍 포위 임무는 주호에게 넘겨졌다. 이듬해 3월, 잠팽은 전융을 다시 공격해 이릉을 함락하고 자귀까지 추격해 그의 처자와 사졸을 모두 사로잡았다. 전융은 간신히 공손술이 다스리는 성나라로 도주했다. 진풍은 끝내 식량이 다해 5월에 주호에게 항복하고 처자와 함께 낙양으로 호송되어 참수되었다.
한편 풍이에게 관중에서 패한 연잠은 남양으로 도주해 양현(현 난양시 덩저우시)의 유력자인 두홍을 수하로 삼고, 관군의 추격을 피하는 동시에 독자적인 거점을 확보하였다. 양현은 진풍의 본거지인 여구향과 인접한 곳으로, 연잠이 이 지역을 점령한 것은 진풍과의 연계를 염두에 둔 정치적 선택이었을 가능성이 있다. 이후 연잠은 동양취, 무당현(현 스옌시 단장커우시), 찬현(현 샹양시 라오허커우시), 음현(현 라오허커우시 북), 축양현(현 샹양시 구청현 북동) 등 남양군 일대에서 독자적으로 또는 진풍과 연합하여 후한과 여러 차례 교전했다. 이 과정에서 주호, 채준, 등우 등이 연잠을 여러 차례 격파했으나, 연잠은 쉽게 패하지 않고 장기간 저항을 지속했다. 진풍이 멸망한 후 연잠은 전융과 마찬가지로 성나라로 도주했으나, 연잠의 잔당은 찬현, 음현, 축양현 3개 현에서 계속 활동했으며, 주호는 낙양에서 진풍을 참수하고 돌아가는 길에 채준과 함께 이 잔당들을 평정해야 했다.

## 형남 및 교지 귀순, 평정 종결
잠팽은 진풍ㆍ전융ㆍ연잠을 격파한 뒤, 형남과 교지의 태수들에게 후한의 명을 전달했다. 교지목 등양은 7군의 태수들을 이끌고 조공을 바쳤고, 후한은 이들을 열후로 봉했다. 잠팽과 친분이 깊었던 교지목 등양은 이때 강하, 장사, 무릉, 계양, 영릉, 창오, 남해, 울림, 합포, 교지, 구진, 일남 등 12군의 태수들과 함께 귀순했다. 이는 후한이 형주자사부와 교지자사부 전역을 장악했음을 의미한다.
30년(건무 6년) 겨울, 광무제는 잠팽을 수도 낙양으로 불러 포상하고, 고향 무덤을 참배하도록 배려했다. 잠팽은 다시 남정 최전선인 진향으로 돌아갔다. 이로써 후한은 공식적으로 형남과 교지 방면의 통치를 회복하게 되었으며, 광무제의 남방 평정은 종결되었다. 이후의 전투는 공손술이 보낸 임만, 전융 등의 군대가 다시 형주를 침공하며 벌어지는 일련의 전쟁으로, 이는 별도의 "성-후한 전쟁" 문서에서 서술된다.

## 주요 연표
- 건무 2년 (26년): 집금오 가복이 언왕 윤준을 항복시킴. 오한이 신야를 약탈함. 등봉 반란.
- 건무 2년 11월: 잠팽 정남대장군 임명. 등봉의 난 진압 작전 개시.
- 건무 3년 (27년): 광무제 친정. 4월 등봉 처형.
- 건무 3년 7월: 잠팽, 진풍 장수 채굉을 참수. 진풍의 승상 조경 투항.
- 건무 4년 (28년): 전융 패주. 광무제 완 도착. 주호, 진풍 포위 임무 인수.
- 건무 5년 (29년) 3월: 잠팽, 전융 추격. 전융 성나라로 도주.
- 건무 5년 5월: 진풍 항복 후 낙양에서 참수.
- 건무 5년 하반기: 주호·채준, 연잠 잔당 평정.
- 건무 5년 12월: 교지목 등양 등 형남 5군·교지 7군 태수 후한에 귀순.
- 건무 6년 (30년) 겨울: 잠팽 소환 및 포상. 남방 평정 종료.

## 주요 관계자

### 후한 측
- 광무제 유수: 후한 건국 황제. 남방 평정 총지휘자.
- 잠팽: 정남대장군. 남방 정벌 사령관.
- 주호: 건의대장군. 진풍 포위 및 연잠 잔당 평정.
- 가복: 집금오. 윤준 항복 유도. 등봉에게 생포됨.
- 채준: 무장. 연잠, 장풍 등 여러 전선에 참전.
- 등우: 무장. 무당현에서 연잠 격파.

### 남방 군웅
- 등봉: 등신의 조카. 신야와 육양 중심으로 반란 주도.
- 동흔: 남양군 군벌. 등봉과 연합.
- 진풍: 초려왕. 남군 12현을 장악한 유력 군벌.
- 전융: 이릉 중심의 군벌. 진풍과 연합.
- 연잠: 본래 관중계 군벌. 관중에서 패한 후 남양에 침입해 독립 세력 형성.
- 장성: 진풍의 장수. 연잠과 연합.
- 두홍: 양현 유력자. 연잠에게 귀속됨.
- 임만: 성나라 장수. 후에 형주 침공.

### 귀순 및 외곽 협력 세력
- 조경(趙京): 진풍의 승상. 여구에서 투항. 성한장군으로 임명됨.
- 신신: 전융의 처족. 전융보다 먼저 투항해 전융의 전선을 흔듦.
- 등양: 교지목. 잠팽과의 우호 관계를 바탕으로 7군 태수들을 귀순시킴.
- 형남 및 교지 태수들: 강하·장사·무릉·계양·영릉·창오, 그리고 교지자사부의 7군(남해·울림·합포·교지·구진·일남 등)을 대표.